# Ali Daïra
Ali Daïra (en arabe : على ديرة) est un footballeur algérien né le 2 février 1981 à Constantine. Il évoluait au poste d'arrière gauche.

## Biographie
Ali Daïra évolue en première division algérienne avec les clubs du CA Batna et du CRB Aïn Fakroun. Il dispute un total de 103 matchs en première division, inscrivant six buts.

## Palmarès
CA Batna
- Coupe d'Algérie :
  - Finaliste : 2009-10.